# Glomeroides grubbsi
Glomeroides grubbsi är en mångfotingart som beskrevs av Shear 1982. Glomeroides grubbsi ingår i släktet Glomeroides och familjen klotdubbelfotingar. Inga underarter finns listade i Catalogue of Life.